# Freiburger Stadtrecht
Das Freiburger Stadtrecht von 1520 war ein Werk der Rechtsrezeption und Vorbild für zahlreiche weitere Rechtsneufassungen der Folgezeit.
Verfasser war der Gelehrte und Stadtschreiber von Freiburg im Breisgau, Ulrich Zasius, der von der Stadt den Auftrag erhielt: „Gewohnheiten, Statuten und Recht der Stadt unter Heranziehung kaiserlicher und geschriebener Rechte in Ordnung zu setzen.“ Es gelang Ulrich Zasius überkommenes deutsches Rechtsgut mit gemeinrechtlich-römischem Recht zu einer Einheit zu verschmelzen, die den Bedürfnissen seiner Zeit entsprach. Sowohl hinsichtlich der juristischen Lösungen als auch hinsichtlich  Sprache und Stil gilt diese Neufassung des Freiburger Stadtrechtes von 1520 als gesetzgeberisches Meisterwerk. Das Freiburger Stadtrecht wurde Vorbild für zahlreiche Neufassungen von Stadtrechten und Landrechten in der Schweiz und in Südwestdeutschland, etwa für das Solmser Landrecht.
Freiburg i. Br. blieb mit diesem vorbildlichen Stadtrecht, obwohl es bis 1806 zu Österreich gehörte, Vorort des Zähringer Stadtrechtskreises, besaß einen Oberhof und war eine Hochburg humanistischer Rechtswissenschaft. So profitierte auch die juristische Fakultät seiner Universität von diesem vorbildlichen Stadtrecht.